# شادية الوادي (فلم)
شادية الوادي هو فيلم غنائي مصري من إنتاج سنة 1947. قصة الفيلم مأخوذة عن بجماليون.

## قصة الفيلم
وحيد فخري فنان يذهب إلى باريس مع اثنين من زملائه، ثم يعود إلى مصر بعد أن تخطى الخامسة والأربعين. يبحث عن صوت جديد، ثم تتقدم إليه ليلى لتبدأ الغناء، ثم يحبان بعضهما، ولكنه يضحي بحبه نظراً لعجزه الجنسي، ويدفعها إلى حب مطرب الفرقة.

## الأغاني والموسيقى
اشترك في الفيلم نجمي الغناء ليلى مراد، وكارم محمود، وألف أغاني الفيلم أحمد رامي، ومصطفى عبد الرحمن، وأبو السعود الإبياري. ولحن أغانيه رياض السنباطي (الذي ألف الموسيقى التصويرية للفيلم)، وعبد الحليم نويرة.

## روابط خارجية
- شادية الوادي على موقع قاعدة بيانات الأفلام العربية